# Novo Oriente de Minas
Novo Oriente de Minas is een gemeente in de Braziliaanse deelstaat Minas Gerais. De gemeente telt 10.763 inwoners (schatting 2009).

## Aangrenzende gemeenten
De gemeente grenst aan Águas Formosas, Caraí, Catuji, Crisólita, Joaíma, Pavão, Ponto dos Volantes en Teófilo Otoni.